# Бадени (Клуж)
Бадени (рум. Bădeni) насеље је у Румунији у округу Клуж у општини Молдовенешти. Oпштина се налази на надморској висини од 403 m.

## Становништво
Према подацима из 2002. године у насељу је живело 725 становника.

### Попис2002.
| Расподела становништва по националности 2002.‍ | Расподела становништва по националности 2002.‍ | Расподела становништва по националности 2002.‍ | Расподела становништва по националности 2002.‍ | Расподела становништва по националности 2002.‍ |
| --------------------------------------------- | --------------------------------------------- | --------------------------------------------- | --------------------------------------------- | --------------------------------------------- |
|                                               |                                               |                                               |                                               |                                               |
| Румуни                                        | Румуни                                        |                                               | 258                                           | 35,6%                                         |
| Мађари                                        | Мађари                                        |                                               | 467                                           | 64,4%                                         |